# Canadian Open 1989
Die Canada Open 1989 im Badminton fanden vom 31. Oktober bis zum 4. November 1989 im Centre Pierre Charbonneau in Montreal, Québec, statt. Das Preisgeld betrug 25.000 US-Dollar.

## Sieger und Platzierte
| Disziplin    | Gold                        | Silber                        | Bronze                          |
| ------------ | --------------------------- | ----------------------------- | ------------------------------- |
| Herreneinzel | Anders Nielsen              | Matthew A. Smith              | Park Sung-woo                   |
| Herreneinzel | Anders Nielsen              | Matthew A. Smith              | Wen Wang                        |
| Dameneinzel  | Denyse Julien               | Si-an Deng                    | Monique Hoogland                |
| Dameneinzel  | Denyse Julien               | Si-an Deng                    | Jung Eun-hwa                    |
| Herrendoppel | Mike Bitten Bryan Blanshard | Park Sung-woo Yoo Dae-yun     | Choi Ji-tae Kim Hee-chun        |
| Herrendoppel | Mike Bitten Bryan Blanshard | Park Sung-woo Yoo Dae-yun     | Kang Kyung-jin Lee Yong-sun     |
| Damendoppel  | Jung Eun-hwa Shon Hye-joo   | Si-an Deng Doris Piché        | Johanne Falardeau Denyse Julien |
| Damendoppel  | Jung Eun-hwa Shon Hye-joo   | Si-an Deng Doris Piché        | Miwa Kai Keiko Nakahara         |
| Mixed        | Mike Bitten Doris Piché     | Bryan Blanshard Denyse Julien | Jaimie Dawson Linda Cloutier    |
| Mixed        | Mike Bitten Doris Piché     | Bryan Blanshard Denyse Julien | Mike Butler Claire Sharpe       |